# Kanadische Badmintonmeisterschaft 1974
Die Kanadische Badmintonmeisterschaft 1974 fand vom 27. bis zum 31. März 1974 in Winnipeg statt.

## Finalresultate
| Disziplin    | Sieger                                          | Finalist                          | Ergebnis          |
| ------------ | ----------------------------------------------- | --------------------------------- | ----------------- |
| Herreneinzel | Jamie Paulson                                   | Jamie McKee                       | 15-3, 15-5        |
| Dameneinzel  | Jane Youngberg                                  | Judi Rollick                      | 11-2, 12-10       |
| Herrendoppel | Channarong Ratanaseangsuang Raphi Kanchanaraphi | Jamie Paulson Yves Paré           | 15-4, 15-11       |
| Damendoppel  | Jane Youngberg Barbara Welch                    | Judi Rollick Mimi Nilsson         | 15-4, 6-15, 15-14 |
| Mixed        | Rolf Paterson Mimi Nilsson                      | Raphi Kanchanaraphi Barbara Welch | 15-9, 15-11       |